# Alain Hutchinson
Alain Hutchinson (Schaarbeek, 10 december 1949) is een Belgisch politicus van de PS, woonachtig in het Brussels Hoofdstedelijk Gewest.

## Levensloop
Hij werd maatschappelijk werker in 1970 en was syndicaatssecretaris van de ABVV van 1972 tot 1987. Van 1988 tot 1989 was hij kabinetschef bij het ministerie van Sociale Zaken en Volksgezondheid van de Franse Gemeenschap. Daarna was hij van 1989 tot 1999 kabinetschef van de minister-president van het Brussels Hoofdstedelijk Gewest.
Hierna zat hij van 1999 tot 2004 in de Brusselse regering als staatssecretaris van departementen Huisvesting, Energie en Sociale Huisvesting. Van 2004 tot 2009 zat hij in het Europees Parlement en daarna, van 2009 tot 2014, zat hij in het Brussels Hoofdstedelijk Parlement en van 2010 tot 2014 in het Parlement van de Franse Gemeenschap.
Hutchinson werd in 1988 eveneens verkozen tot gemeenteraadslid van Sint-Gillis, waar hij van 1989 tot 1999 en van 2012 tot 2018 schepen was. Bij de gemeenteraadsverkiezingen van 2018 was hij geen kandidaat meer.
Sinds januari 2015 is hij commissaris van de Brusselse Hoofdstedelijke Regering bij de Europese Unie en andere internationale organisaties en van 2010 tot 2020 was hij lid van het Comité van de Regio's.
- Library of Congress Control Number: n2006026378
- Virtual International Authority File: 16650256
- WorldCat: E39PBJh4B47dMhgdmcvXPPQwmd